# Modena Football Club 1978-1979
Questa voce raccoglie le informazioni riguardanti il Modena Football Club nelle competizioni ufficiali della stagione 1978-1979.

## Stagione
Nella stagione 1978-79 il Modena appena retrocesso dalla Serie B, si piazza in ultima posizione con 25 punti nel girone A della serie C1, retrocede ancora in serie C2 con Trento, Padova e Spezia, il torneo è stato vinto dal Como con 50 punti che sale in Serie B accompagnata dal Parma che vince lo spareggio delle seconde con la Triestina (3-1).

## Rosa
| N. |                   | Ruolo | Calciatore          |
| -- | ----------------- | ----- | ------------------- |
|    | Italia (bandiera) | P     | Giuseppe Avagliano  |
|    | Italia (bandiera) | C     | Luca Baraldi        |
|    | Italia (bandiera) | A     | Marco Biloni        |
|    | Italia (bandiera) | C     | Vincenzo Bologna    |
|    | Italia (bandiera) | C     | Lorenzo Cascella    |
|    | Italia (bandiera) | D     | Mauro Colombini     |
|    | Italia (bandiera) | D     | Giuseppe Comberiati |
|    | Italia (bandiera) | C     | Stefano Cuoghi      |
|    | Italia (bandiera) | P     | Lauro Davoli        |
|    | Italia (bandiera) | D     | Emilio Franchini    |
|    | Italia (bandiera) | C     | Gianni Frara        |
|    | Italia (bandiera) | C     | Cesare Maestroni    |

| N. |                   | Ruolo | Calciatore           |
| -- | ----------------- | ----- | -------------------- |
|    | Italia (bandiera) | D     | Roberto Parlanti     |
|    | Italia (bandiera) | D     | Luigi Podestà        |
|    | Italia (bandiera) | A     | Andrea Prunecchi     |
|    | Italia (bandiera) | C     | Lorenzo Righi        |
|    | Italia (bandiera) | D     | Fabrizio Salvatori   |
|    | Italia (bandiera) | A     | Mauro Sberveglieri   |
|    | Italia (bandiera) | D     | Roberto Stefanello   |
|    | Italia (bandiera) | A     | Marcello Teggi       |
|    | Italia (bandiera) | C     | Giambattista Tondi   |
|    | Italia (bandiera) | A     | Raffaello Vernacchia |
|    | Italia (bandiera) | C     | Mario Vivani         |
|    | Italia (bandiera) | C     | Silvio Zanon         |

## Risultati

### Campionato

#### Girone di andata
| 1º ottobre 1978 ª giornata | Biellese | 2 – 0 | Modena |  |

| 8 ottobre 1978 2ª giornata | Modena | 1 – 0 | Lecco |  |

| 15 ottobre 1978 3ª giornata | Treviso | 0 – 0 | Modena |  |

| 22 ottobre 1978 4ª giornata | Modena | 1 – 1 | Padova |  |

| 29 ottobre 1978 5ª giornata | Triestina | 1 – 0 | Modena |  |

| 5 novembre 1978 6ª giornata | Modena | 2 – 1 | Trento |  |

| 12 novembre 1978 7ª giornata | Forlì | 1 – 0 | Modena |  |

| 19 novembre 1978 8ª giornata | Modena | 1 – 1 | Juniorcasale |  |

| 26 novembre 1978 9ª giornata | Reggiana | 1 – 1 | Modena |  |

| 3 dicembre 1978 10ª giornata | Modena | 1 – 2 | Mantova |  |

| 10 dicembre 1978 11ª giornata | Modena | 0 – 0 | Parma |  |

| 17 dicembre 1978 12ª giornata | Cremonese | 4 – 0 | Modena |  |

| 30 dicembre 1978 13ª giornata | Alessandria | 1 – 0 | Modena |  |

| 7 gennaio 1979 14ª giornata | Modena | 1 – 1 | Novara |  |

| 14 gennaio 1979 15ª giornata | Spezia | 0 – 0 | Modena |  |

| 21 gennaio 1979 16ª giornata | Modena | 1 – 2 | Como |  |

| 28 gennaio 1979 17ª giornata | Piacenza | 1 – 0 | Modena |  |

#### Girone di ritorno
| 4 febbraio 1979 17ª giornata | Modena | 1 – 1 | Biellese |  |

| 11 febbraio 1979 19ª giornata | Lecco | 2 – 1 | Modena |  |

| 18 febbraio 1979 20ª giornata | Modena | 1 – 2 | Treviso |  |

| 25 febbraio 1979 21ª giornata | Padova | 0 – 4 | Modena |  |

| 4 marzo 1979 22ª giornata | Modena | 1 – 1 | Triestina |  |

| 11 marzo 1979 23ª giornata | Trento | 1 – 1 | Modena |  |

| 25 marzo 1979 24ª giornata | Modena | 1 – 0 | Forlì |  |

| 1º aprile 1979 25ª giornata | Juniorcasale | 0 – 0 | Modena |  |

| 8 aprile 1979 26ª giornata | Modena | 0 – 0 | Reggiana |  |

| 22 aprile 1979 27ª giornata | Mantova | 1 – 1 | Modena |  |

| 29 aprile 1979 28ª giornata | Parma | 5 – 0 | Modena |  |

| 6 maggio 1979 29ª giornata | Modena | 0 – 1 | Cremonese |  |

| 13 maggio 1979 30ª giornata | Modena | 3 – 1 | Alessandria |  |

| 20 maggio 1979 31ª giornata | Novara | 2 – 1 | Modena |  |

| 27 maggio 1979 32ª giornata | Modena | 4 – 1 | Spezia |  |

| 3 giugno 1979 33ª giornata | Como | 2 – 1 | Modena |  |

| 9 giugno 1979 34ª giornata | Modena | 2 – 4 | Piacenza |  |